# Монжела, Максимилиан фон
Максимилиан фон Монжела́ (нем. Maximilian von Montgelas; 1759—1838) — граф, баварский государственный деятель. Дед Макса Монжела́.

## Биография
По происхождению француз; свободнее выражался по-французски, чем по-немецки. Служа в Цвейбрюккене, вошел в милость наследника герцогской короны, Максимилиана Иосифа.
По вступлении последнего на престол в 1795 году Монжела был назначен цвейбрюккенским министром иностранных дел, а когда Максимилиан Иосиф сделался баварским курфюрстом (1799 г.), Монжела получил ту же должность в Баварии, где часто заведовал и другими министерствами. Он застал Баварию слабым курфюршеством с территорией в 1507 кв. км, а оставил её королевством в 2232 кв. км, с несомненным влиянием в германских делах.
Его идеалом была могущественная Бавария с сильной королевской властью; во внутренних делах он был приверженцем просвещенного абсолютизма и готов был заключать сделки со всеми партиями и стремлениями, лишь бы они вели к раз намеченной цели. В самом начале он выступил противником Франции и революционных идей, но очень быстро изменил направление и приступил к реформам. Университет был перенесен из Ингольштадта в Ландсхут, где он был дальше от разных клерикальных влияний; школа была преобразована в антиклерикальном духе, цензура книг отменена, и сохранена только полицейская цензура газет. В 1808 году эти реформы увенчались опубликованием конституции, которая, впрочем, осталась только на бумаге.
В иностранной политике Монжела стал решительным союзником Наполеона; с 1805 по 1812 год войска Баварии сражались рядом с французскими против австрийцев, пруссаков и русских. В 1812 году в России почти совершенно погиб 30-тысячный Баварский корпус. В 1813 году Монжела за 10 дней до Лейпцигской битвы изменил Наполеону и перешел на сторону союзников. Влияние его в это время поколебалось; против него действовали кронпринц Людвиг и князь Вреде. Монжела не был послан на Венский конгресс, а в 1817 году должен был отказаться от поста министра.